# بطولة تونس لألعاب القوى 2009
بطولة تونس لألعاب القوى 2009 هو الدورة 54 من بطولة تونس لألعاب القوى. فاز بهذا الموسم النادي الرياضي للحرس الوطني.

## روابط خارجية
- الموقع الرسمي للجامعة التونسية لألعاب القوى.